# Streepvolgorde

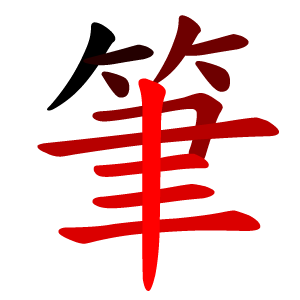
Streepvolgorde voor het karakter: 筆 (penseel), getoond met een kleurovergang van zwart naar rood

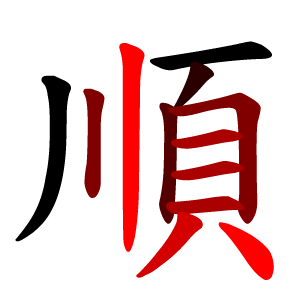
Streepvolgorde voor het karakter: 順 (volgorde), getoond voor de onderdelen: 川 (stroom) en 頁 (bladzijde), getoond met een kleurovergang van zwart naar rood

Streepvolgorde is de volgorde van strepen waarmee Chinese tekens, zowel: traditionele als vereenvoudigde, of daarvan afgeleide logografische schriften, worden geschreven, zoals: kanji en hanja.

## Reden voor een streepvolgorde
Chinese karakters zijn logogrammen opgebouwd uit componenten die op hun beurt zijn opgebouwd uit strepen. In de afgelopen millennia is een set aan regels ontstaan hoe een karakter te schrijven met een penseel en met zo min mogelijk handbewegingen, dit om de schrijfsnelheid, nauwkeurigheid, en leesbaarheid te vergroten. Deze regels zijn vooral belangrijk voor het correct proportioneren van het karakter maar dienen eveneens het leerproces, waarin de leerling mettertijd steeds complexere karakters moet aanleren en onthouden. Het frequent systematisch schrijven van karakters helpt bij het van buiten leren van die karakters. Kinderen leren al op jonge leeftijd over de streepvolgorde, bijvoorbeeld aan de hand van de Acht principes van yǒng, en worden aangespoord de streepvolgorderegels te allen tijde te volgen.

## Algemene streepvolgorderegels

Het karakter biáng bestaat uit 58 strepen. De betekenis verwijst naar een noedelmaaltijd, biángbiángmiàn genaamd, uit Xi'an. Het karakter is door zijn complexiteit erg populair geworden, veel mensen proberen het karakter te schrijven. De juiste streepvolgorde is hierbij noodzakelijk om het karakter correct geproportioneerd te schrijven.

In China, Hongkong, Taiwan, en Japan heeft men eigen streepvolgorderegels opgesteld. Deze komen zeker niet altijd overeen met de regels uit een van de andere landen. Toch zijn er een aantal algemene regels die voor veel karakters in alle eerder genoemde landen van toepassing zijn. Echter, deze regels zijn niet universeel toepasbaar en dienen als een leidraad te worden beschouwd en niet als een harde regel.

#### 1. Schrijf van boven naar beneden, en van links naar rechts.
| Drie | De algemene regel is om te schrijven van boven naar beneden en van links naar rechts. Deze regel is ook van toepassing op het karakter 你 dat kan worden gesplitst in twee componenten. Het linkse component: 人, inkort tot een radicaalsupplement, wordt volledig geschreven vóór het rechtercomponent: 尓. Zie: | Gaan, Lopen, Bewegen |

#### 2. Horizontaal vóór verticaal.
| Tien, Compleet, Perfect | Wanneer horizontale en verticale strepen kruisen, worden de horizontale strepen doorgaans eerst geschreven en daarna de verticale streep. | Linkerhand |

#### 3. Verticaal karakterdoorkruisende strepen als laatst.
| Schrijven, Penseel, Potlood | Verticale srepen die meerdere horizontale strepen doorkruisen worden als laatste geschreven. De bodemstreep, wanneer die niet wordt doorkruist, telt niet mee. Zoals in: | Schaap |

#### 4. Diagonale strepen van rechts naar links, vóór diagonale strepen van links naar rechts.
| Literatuur, Karakter, Letter, Schrijven | Diagonale strepen van rechts naar links worden geschreven vóór diagonale strepen van links naar rechts in symmetrische karakters. In asymmetrische karakters kan het zijn dat gebaseerd op andere regels juist de diagonale streep van links naar rechts eerder wordt geschreven. Zoals in: | Langzaam |

#### 5. Centrale componenten, in verticaal symetrische karakters, vóór belendende buitencomponenten.
| Water | In verticaal symmetrische karakters wordt het centrale component geschreven vóór de buitencomponenten links en rechts. De componenten aan de linkerzijde worden eerst geschreven en daarna de componenten aan de rechterzijde. | Klein |

#### 6. Linksverticale strepen vóór het omsluitende component.
| Doos, Hek, Omsluiting | Om een omsluitend component te schrijven zijn drie strepen vereist, één verticale streep, één streep die een rechte hoek maakt van 90°, en een bodemstreep. | Zon |

#### 7. Omsluitende componenten vóór interne componenten.
| Land, Staat, Regio | Omsluitende componenten worden geschreven vóór interne componenten. Bodemcomponenten, indien aanwezig, worden altijd geschreven nadat het interne component is geschreven. | Reden |

#### 8. Bodemcomponenten als laatst.
| Straat, Pad, Weg, Route | Meestal worden bodemcomponenten als laatste geschreven. Tenzij er punten of kleine strepen zijn in het karakter, wordt het bodemcomponent als laatste geschreven. Bodemcomponenten kunnen ook beginnen aan de zijkant van het karakter en doorlopen tot onder het karakter, zo vormt het in één geheel het bodemcomponent van het karakter. | Ophangen, Hangen, Slungelig |

#### 9. Punten en kleine strepen boven of linksboven in het karakter als eerste.
| Leren, Kennis, School | Kleine strepen en punten worden, wanneer ze linksboven of boven in het karakter verschijnen, meestal als eerste geschreven. Zo kan men het karakter beter proportioneren. | Spreken, Zeggen, Praten |

#### 10. Punten en kleine strepen in of rechtsboven in het karakter als laatst.
| Waardevolle steen, Jade, Koning | Kleine strepen en punten die zich binnen in het karakter bevinden, of rechtsboven in het karakter, worden meestal als laatste geschreven. | Hond |

## Streepvolgorde per land
In China, Hongkong, Taiwan, en Japan worden verschillende gestandaardiseerde streepvolgordes gebruikt. De respectievelijke officiële streepvolgorde wordt aldaar op scholen onderwezen. De verschillende streepvolgordes komen voor het grootste deel van de karakters overeen. Let wel, geen één streepvolgordestandaard komt precies overeen met de traditionele streepvolgorde zoals die voor eeuwen werd onderwezen in het Chinees Keizerrijk. Deze streepvolgorde vereist een diepe kennis van karakteropbouw en karakterevolutie. De traditionele streepvolgorde wordt niet meer onderwezen aan kinderen om ervoor te zorgen dat ze niet overweldigd raken door te gedetailleerde regels en door te veel uitzonderingen, die komen in de moderne standaarden pas veel later aan bod.
- Traditionele streepvolgorde: Gebruikt ten tijde van het Chinees Keizerrijk en tegenwoordig nog gebruikt in de Sinosfeer door kalligrafen, ook wel de kalligrafische streepvolgorde genoemd. Deze streepvolgorde is vastgesteld aan de hand van handgeschreven documenten opgesteld vóór de stichting van de Volksrepubliek China, vooral door gerenommeerde kalligrafen. Deze streepvolgorde is de conservatiefste met betrekking tot etymologie, karakterconstructie, karakterevolutie en traditie. Veel karakters hebben meer dan één correcte streepvolgorde. De streepvolgorde kan eveneens verschillen afhankelijk van de schriftstijl. De traditionele streepvolgorde is in geen enkel land of regio een officiële standaard.
- Japanse streepvolgorde: Vooral gebruikt in Japan. Gebaseerd op de officiële kanjikarakterlijst ingevoerd door het Japanse Ministerie van Onderwijs, Cultuur, Sport, Wetenschap en Technologie (Japans: 文部科学省, Hepburn: [monbu-kagaku-shō]), waarvan veel karakters zijn hervormd in 1946. De standaard wijkt af van de traditionele streepvolgorde daar de twee horizontale strepen in het radicaal voor gras 艹 zijn gefuseerd in een enkele horizontale streep. De standaard is ook beïnvloed door het semi-cursieve schrift, wat leidt tot enkele verticale strepen die worden geschreven voordat er kruisende horizontale strepen worden geplaatst, althans wanneer de verticale streep niet door de onderste hoirizontale streep gaat, zoals in: 隹 (vogel) en 生 (rauw). Het karakter 必 (zekerheid) wordt eerst geschreven met de bovenste punt, terwijl de traditonele streepvolgorde begint met de diagonale streep 丿.
- Taiwanese streepvolgorde: Vooral gebruikt in Taiwan. De lijst van standaardkarakters, ook wel de Standaard vorm van Nationale Karakters (Chinees: 國字標準字體, pīnyīn: [guózì biāozhǔn zìtǐ]) genoemd, is ingesteld door het Taiwanese Ministerie van Onderwijs. De streepvolgorde wijkt af van de traditionele streepvolgorde daar de punt rechtsboven van het karakter 戈 (dolk-bijl) een-na-laatste wordt geschreven. De vertikale streep in het radicaalsupplement 忄(hart), gebruikt in samengestelde karakters, wordt als tweede geschreven. 成 (compleet) begint met de horizontale streep. Ook het component 𠂇, zoals in: 左 (links) en 右 (rechts), wordt geschreven met de horizontale streep eerst in alle gevallen, terwijl de traditonele streepvolgorde de volgorde van 𠂇 afwisselt afhankelijk van etymologie en karakterstructuur.
- Chinese streepvolgorde: Vooral gebruikt in het Vasteland van China. In 1956 heeft de regering van de Volksrepubliek China de Vereenvoudigde Chinese karakters ingevoerd, die deel uitmaken van de in 2013, door het Chinese Ministerie van Onderwijs, ingevoerde standaard karakterset; bekend als: de Tabel van algemene standaard Chinese karakters (Chinees: 通用规范汉字表, pīnyīn: [tōngyòng guīfàn hànzì biǎo]). De invoering van de vereenvoudigde karakters veranderde ook de streepvolgorde van veel karakters. Deze streepvolgorde wijkt af van de traditionele streepvolgorde in karakters met het radicaal: 艹 (gras), waarbij - net als in het Japans - de twee horizontale strepen zijn gefuseerd in één horizontale streep. Eveneens wordt de horizontale streep van het component 𠂇 altijd als eerste geschreven. 成 (compleet) begint met de horizontale streep. In 1997 heeft het Chinese Ministerie van Onderwijs de officiële streepvolgordestandaard voor veelgebruikte karakters ingevoerd.
- Hongkongse streepvolgorde: Vooral gebruikt in Hongkong. De standaardkarakterset van het Hongkongse Onderwijsbureau is de Lijst van grafemen van veelgebruikte Chinese karakters (Kantonees: 常用字字形表, Jyutping: [soeng4jung6zi6 zi6jing4 biu2]). In deze standaard wordt het radicaal voor gras 艹 geschreven als: vertikaal-horizontaal en verticaal-horizontaal, dit in tegenstelling tot de traditionele streepvolgorde die juist precies de omgekeerde volgorde aanhoudt. Ook in deze standaard begint het karakter 成 (compleet) met de horizontale streep.

| Verschillende streepvolgordes van het karakter: 必 |                   |       |       |
| Traditioneel                                       | Taiwan & Hongkong | Japan | China |